# Dallas McLeod
Pour les articles homonymes, voir McLeod.
Pas d'image ? Cliquez ici

a Compétitions nationales et continentales officielles uniquement.

b Matchs officiels uniquement.
Dernière mise à jour le 21 août 2023.
Dallas McLeod, né le 30 avril 1999 à Methven (Nouvelle-Zélande), est un joueur de rugby à XV néo-zélandais évoluant principalement au poste de centre. Il joue avec la franchise des Crusaders en Super Rugby depuis 2020, et avec la province de Canterbury en NPC depuis 2019.

## Carrière

### En club
Dallas McLeod est originaire de la petite ville de Methven, dans la sous-région canterburienne de Mid Canterbury (en).
Il commence à jouer au rugby à XV lors de son enfance, puis représente l'équipe du Mt Hutt College de Methven,. Parallèlement, il représente les équipes jeunes de la province de Mid-Canterbury,.
En 2016, pour sa dernière année de lycée, il rejoint le Christ's College de Christchurch,. Il joue avec l'équipe de l'établissement entraînée par l'ancien All Black Reuben Thorne. Installé au poste de centre, il est rapidement considéré comme l'un des joueurs les plus talentueux de son équipe, avec Ngane Punivai (en),,.
Grâce à ses performances au niveau scolaire, il rejoint l'académie (centre de formation) de la franchise des Crusaders en 2016. Il joue dans un premier temps avec l'équipe des moins de 18 ans des Crusaders, avant de représenter les moins de 19 ans de Canterbury en 2017 et 2018,. Il est finaliste du championnat provincial junior en 2018, et se voit décerner le trophée du meilleur joueur de son équipe au terme de la saison. En 2018 également, il joue avec les Crusader Knights, l'équipe espoir de la franchise basée à Christchurch. À côté de sa formation rugbystique, il suit des études dans le sport à l'université de Canterbury.
En 2019, il a l'occasion de participer à la présaison de l'effectif professionnel des Crusaders,.
Plus tard la même année, il est nommé dans l'effectif senior de la province de Canterbury, afin de disputer le National Provincial Championship (NPC),. Il dispute son premier match le 23 août 2019 contre Wellington. Il joue neuf rencontres lors de sa première saison de NPC, et inscrit quatre essais. Il est uniquement titularisé à un poste d'ailier inhabituel pour lui lors de la compétition, à cause de la concurrence de Tim Bateman (en) et du All Black Braydon Ennor. Au terme de la saison, il partage avec son coéquipier Cullen Grace le titre de meilleure révélation de Canterbury pour l'année 2019.
Dans la foulée de ses débuts au niveau provincial, il est retenu par les Crusaders pour disputer la saison 2020 de Super Rugby,.
Il joue premier match le 6 mars 2020 face aux Queensland Reds,. Il joue un second match une semaine plus tard face aux Sunwolves, avant que la compétition ne soit interrompue à cause de la pandémie de Covid-19. Il n'est pas utilisé lors du Super Rugby Aotearoa.
Toujours en 2020, malgré une blessure à un orteil, il s'installe au poste de centre avec Canterbury,.
Lors de la saison 2021 de Super Rugby, il profite des blessures de Braydon Ennor et Jack Goodhue pour obtenir un temps de jeu conséquent avec le Crusaders au poste de premier centre, en doublure du polyvalent David Havili,,.
La saison suivante, devant faire face à une concurrence exacerbée, il ne joue qu'un seul match face aux Moana Pasifika. 
En 2023, il obtient un temps de jeu conséquent, disputant quatorze matchs, dont douze comme titulaire. Il commence la saison comme titulaire au poste de premier centre, avant d'être décalé à l'aile après plusieurs blessures à ce poste,. C'est à ce poste qu'il joue la finale face aux Chiefs, que son équipe remporte. Sa finale est cependant de courte durée, puisqu'il est contraint de sortir du terrain à la treizième minute après avoir été commotionné. 

### En équipe nationale
Dallas McLeod est sélectionné en 2019 avec l'équipe de Nouvelle-Zélande des moins de 20 ans pour participer au championnat junior océanien, et joue trois matchs lors du tournoi,. Il est ensuite retenu afin de participer au championnat du monde junior 2019 en Argentine. Il est nommé vice-capitaine de l'équipe. Les jeunes néo-zélandais terminent à une décevante septième place, tandis que McLeod dispute quatre rencontres lors du tournoi,.
En juin 2023, il est sélectionné pour la première fois en équipe de Nouvelle-Zélande pour participer au Rugby Championship. S'il ne joue pas lors de la compétition, il est remplaçant lors du match amical de préparation pour la Coupe du monde 2023 face à l'Australie, le 5 août 2023 à Dunedin. Entré en jeu en fin de première mi-temps à la place de Braydon Ennor blessé, il participe alors à la courte victoire de son équipe (23 à 20).

## Palmarès
- Vainqueur du Super Rugby Aotearoa en 2020 et 2021 avec les Crusaders.
- Vainqueur du Super Rugby en 2022, 2023 et 2025 avec les Crusaders.